# Escalar (informàtica)
En informàtica, un escalar és una variable o camp que només pot tenir un valor en un cert moment; en contraposició, tenim els conceptes d'array, llista o objecte. En alguns contextos, un valor escalars pot ser entès com a numèric. Un tipus de dades escalar és el tipus d'una variable escalar. Per exemple, char (caràcter), int (enter), float i double (decimals) són els tipus de dades escalars més comuns, en el llenguatge de programació C.
L'origen del terme escalar data dels anys setanta quan es volia disposar d'un significat oposat a vector, per distingir de la idea de processament de vectors, en el disseny de processadors computacionals.